# 近藤為一
近藤 為一（こんどう いいつ、生没年不詳）とは、江戸時代の浮世絵師。

## 来歴
葛飾北斎の門人。姓は近藤、名は不明。名古屋の人で葛飾の画姓を称し、月痴老人、溟々居、狗禅と号す。作画期は天保頃から明治初年の頃にかけてで、「梅花園」（紙本扇面）には「溟々居為一」と落款し、「狗禅」の印が捺されている。明治7年（1874年）頃、没したといわれる。